# De bizonkoningin
De bizonkoningin is een  stripverhaal uit de reeks van Jerom.

## Locaties
Dit verhaal speelt zich af op de volgende locaties:
- Amerika, prairie, eerste klas hotel, filmkamp, Indianenkamp, Morotariburcht

## Personages
In dit verhaal spelen de volgende personages mee:
- Jerom, Odilon, professor Barabas, tante Sidonia, Indiaanse, Sam Movy, obers, Italiaanse grimeur, Indianen, Soep-Oog (sachem van de Platvoeten), Hocuspoka (medicijnman), Sander en andere outlaws, president Arthur

## Het verhaal
Sam Movy ziet tante Sidonia in een hotel en vraagt of ze in zijn film wil spelen. De film gaat over een bizonkoningin. Als ze over de prairie rijdt, zullen de bizons de prairie weer bevolken. Tante Sidonia en Odilon gaan naar de plaats waar de opnames worden gedaan en 's nachts vindt tante Sidonia een briefje. Er wordt gevraagd om naar drie dode bomen te komen en daar ontmoet tante Sidonia een man in het zwart. Als de man wil uitleggen wat hij wil, worden ze aangevallen door Indianen. Odilon ziet hoe tante Sidonia door de Indianen wordt ontvoerd en waarschuwt het kamp. Odilon reist weer naar de stad, waar hij ook Jerom waarschuwt.
Soep-Oog vertelt dat de medicijnman heeft gezegd dat tante Sidonia op een bizon door de prairie moet rijden als het volle maan is. Jerom en Odilon zien hoe de man in het zwart opnieuw door Indianen wordt aangevallen en Jerom verjaagd ze. Odilon ontmoet twee Indianenkinderen en wordt door hen gevangengenomen. Tante Sidonia ziet hoe de bewusteloze Odilon in het Indianenkamp wordt gedragen. Hij wordt aan een totempaal gebonden en de Indianen dreigen hem in brand te steken als tante Sidonia het kamp verlaat. Jerom ontmoet intussen enkele outlaws. Ze willen zijn paard afpakken, maar de man in het zwart komt tussenbeide. 
Jerom's paard slaat op hol en Jerom komt in de rivier terecht. Dan ziet Jerom een rooksignaal en hij gaat op weg om zijn vrienden te helpen. Het is volle maan en hij ziet de Indianen rond een totempaal dansen. Jerom vermomt zich als een totempaal in een holle boomstam en komt het Indianenkamp binnen. Er wordt een bizon naar het kamp gebracht en tante Sidonia moet op het dier rijden. Jerom verslaat de Indianen en maakt Odilon los. De Indianen vallen aan en dan komt de sachem tussenbeide. Jerom legt uit dat de medicijnman een bedrieger is, de legende over de bizonkoningin is niet echt. Maar iets later komt een grote kudde bizons in de richting van het kamp. 
De medicijnman schiet een brandende pijl af, waardoor de bizons op hol slaan. Jerom voorkomt dat tante Sidonia verpletterd wordt. De medicijnman grijpt Odilon, maar de zwarte ruiter houdt hem tegen. Het blijkt Sam Movy te zijn. Hij vertelt dat hij rijk is geworden met goudzoeken en van Indianen houdt. Hij wilde goed doen, omdat de blanken zoveel bizons hebben afgeslacht. Hij kweekt een kudde bizons en wilde die aan de Indianen geven door Sidonia als bizonkoningin te laten optreden. De sachem stuurt de medicijnman het dorp uit en hij sluit vrede met de vrienden. De film wordt afgemaakt en enkele weken later zijn de vrienden weer thuis.